# Rubinius
Rubinius — це альтернативна реалізація Ruby, створена Еван Фенікс. Вона базується на дизайні Smalltalk-80 Blue Book і має на меті забезпечити багатоточкове та високо ефективне середовище для виконання коду Ruby.

## Мети
Rubinius слідує традиціям Lisp і Smalltalk, реалізуючи якомога більше Ruby безпосередньо на Ruby коді.
Також його метою є забезпечення безпечності потоків, щоб мати можливість вбудовувати більше одного інтерпретатора в одній програмі.

## Спонсорство
З 2007 по 2013 рік, Engine Yard фінансував одного штатного інженера, який працював виключно над Rubinius. Еван Фенікс тепер працює в HashiCorp.

## Підтримка PowerPC64
З версії 2.4.0, підтримка PowerPC64 була увімкнена.